# Hegesippos z Mekyberny
Hegesippos z Mekyberny w Macedonii (I wiek p.n.e.) – autor kronik Palleniaka i Milesiaka – ważnych źródeł, z których czerpał mitograf Konon z I wieku n.e.